# Темелис, Петрос
Петрос Г. Темелис (греч. Πέτρος Θέμελης, 1936, Салоники — 27 октября 2023, Каламата) — греческий археолог второй половины XX — начала XXI веков, профессор Университета Аристотеля в Салониках и университета Крита.

## Семья и молодость
Темелис родился в столице Македонии, городе Фессалоники в 1936 году, в семье филолога и сюрреалиста поэта Георгиоса Темелиса. Другой сын поэта, Димитриос Темелис, стал известным скрипачом и директором Салоникийской государственной консерватории.
Окончил начальную школу и гимназию в «Экспериментальной школе при Салоникском университете» (Πειραματικό Σχολείο Πανεπιστημίου Θεσσαλονίκης).
Первоначально поступил на филологический факультет университета. Получил диплом истории и археологии философского факультета Университета Аристотеля в 1959 году.
В дальнейшем получил также докторскую степень в университете Мюнхена в 1972 году. Его докторская диссертация «Frühgriechische Grabbauten» («Раннегреческие погребальные памятники») была издана позже (1976) издательством Zabern Verlag в Майнце.

## Раскопки в Македонии

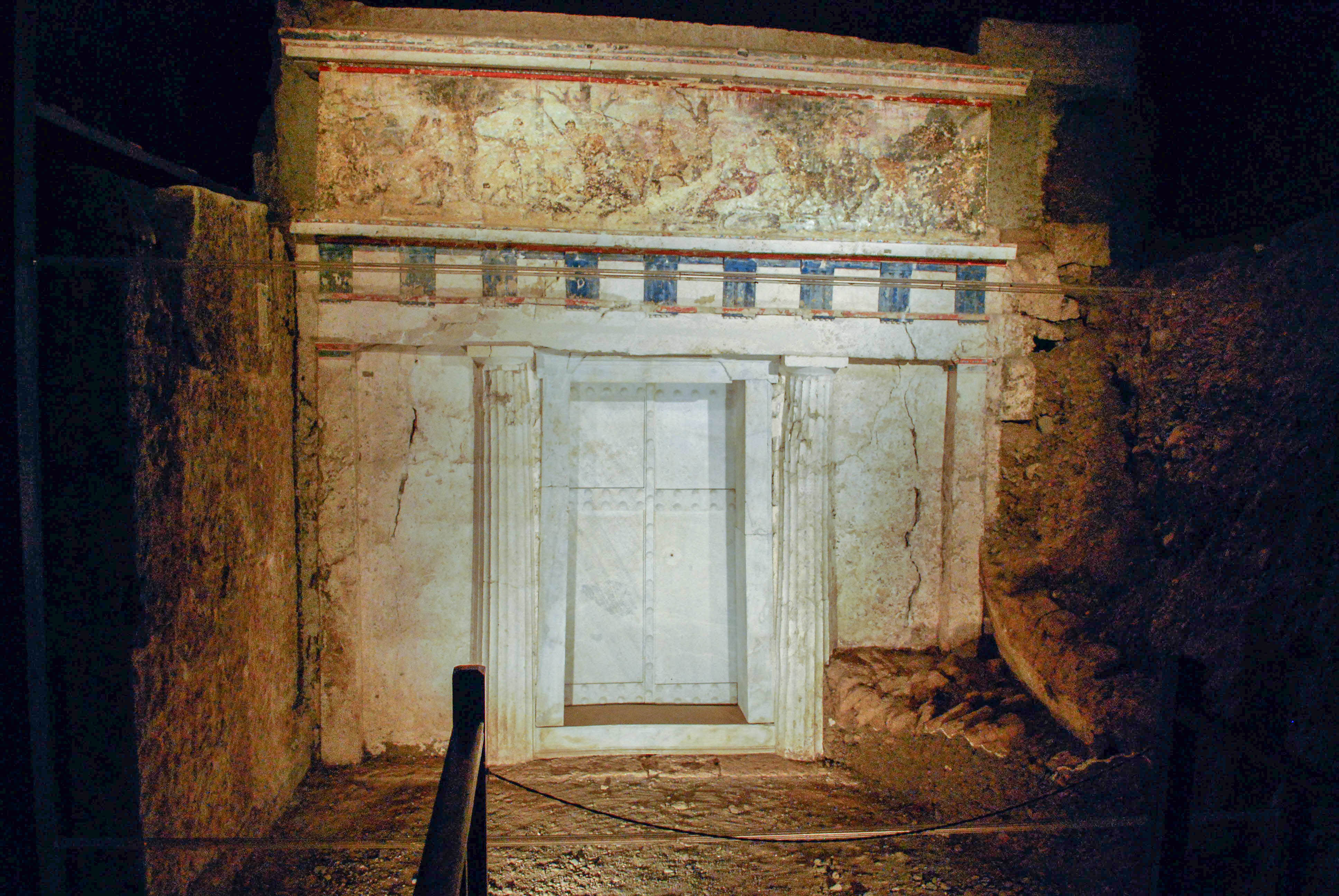
Фасад гробницы царя Македонии Филиппа II в Эги (Вергине)

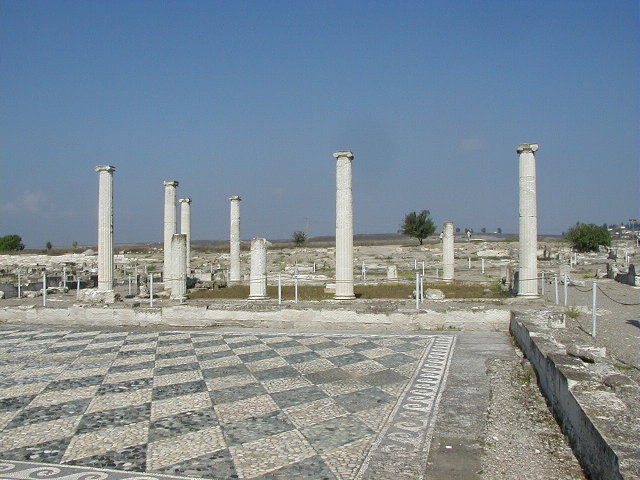
Атриум в Пелле

Отслужив в ВВС Греции 30 месяцев, Темелис демобилизовался в звании младшего лейтенанта запаса.
После чего в 1962 году был принят в качестве научного сотрудника в Археологическую службу Салоник.
Период археологической карьеры Темелиса совпал с повышенным вниманием и финансированием раскопок в Македонии, что кроме археологической и исторической науки в определённой степени было связано с геополитикой.
Известный археолог и земляк Темелиса, салоникиец Д. Пандермалис, с юмором относился к идеологеме возникшей после Второй мировой войны на территории в общем то дружественной для Греции Югославии, где приграничная славяноязычная республика, даже географически находящаяся в большей своей части вне территориального ядра древней Македонии (см. Пеония), пыталась узурпировать греческую историю. Пандермалис считал, что возникший вопрос поддерживает финансирование раскопок греческим правительством, поскольку археология является союзником Греции:
Что касается Истории, я думаю, что вопрос со Скопье выходит за пределы смешного, это вопрос невероятно низкого уровня и недостойный любого обсуждения..... Лично я предпочитаю делать свою работу, и я рад за археологические открытия, которые появляются каждый год в Македонии. Видите ли, есть что-то положительное возникшее из-за этой проблемы
.
В начальном этапе своей деятельности Темелис, в качестве научного сотрудника, работал помощником видных греческих археологов Харалампа Макаро́наса, Фотия Пецаса, Манолиса Андроникоса и принял участие в раскопках в Западной Македонии, на территории первой и второй столиц древней Македонии — Эги (Вергина) и Пеллы соответственно.
М. Андроникос, выпускник Салоникского университета Аристотеля, получивший всемирную известность после раскопок в Вергине, касаясь деликатной проблемы, возникшей после Второй мировой войны, а именно попыток узурпации греческого имени Македонии и её истории северным славяноязычным государством, писал в своей книге «Греческое сокровище»:
Находки Пеллы раннее и находки Вергины, Диона и Синда сегодня, однозначно коренным образом изменили не только наши знания, но и позицию по отношению к македонянам и Македонии, которая по существу являлась неизвестной, почти таинственной страницей древней греческой истории.
.
И далее:
Находки Вергины заняли достойное место в истории древнего греческого искусства… Настенные росписи могил базилевсов, портреты Филиппа и Александра, уникальное оружие, серебряные сосуды, шедевры из золота - все это высочайшие образцы в своем виде. Но самое основное то, что Македония показала своё настоящее лицо, и мы убедились в том, что у эллинистической культуры, распространившейся по всему Востоку, после походов Александра, были глубокие корни в этой северной греческой земле, которую до того многие считали землей отсталых землевладельцев и неотесанных крестьян. Самым неоспоримым образом эти находки подтверждают слова Страбона: „и Македония — это Греция“ (греч. Εστι Ελλας και η Μακεδονια).
Темелис принял участие также в раскопках на археологических площадках Страто́ни на полуострове Халкидики и салоникского Дервени.
Здесь ему посчастливилось в самом начале своей карьеры раскопать и спасти свиток папируса IV века до н. э. с более ранним (V века до н. э.) философским текстом комогонии.
Впоследствии (2015) Папирус из Дервени, который ныне хранится в Археологическом музее Салоник, был признан ЮНЕСКО как письменный памятник всемирного культурного наследия (см Память мира)) .

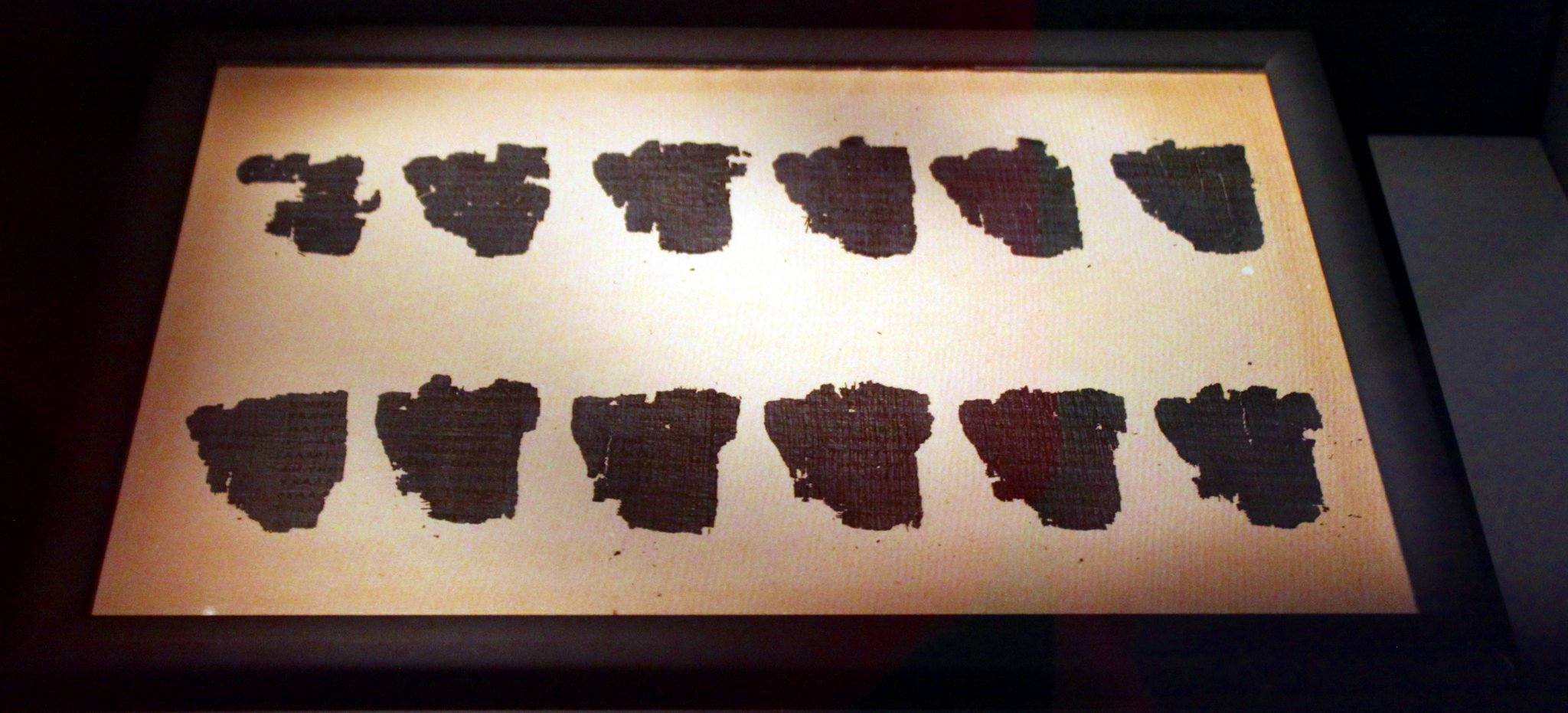
Папирус из Дервени

Отмечается что папирус найденный у Дервени, Центральная Македония, до настоящего времени является старейшим из сохранившихся папирусов, который был написан на древнегреческом языке, причём текст содержит смесь греческих диалектов — аттического, дорийского, ионического.

## В центральной и южной Греции
В период 1963—1980 Темелис был также куратором и эфором (Έφορος — суперинтендант) древностей последовательно в археологических перифериях Элиды, Мессинии, Аттики, Эвбеи, Фокиды — Локриды и Этолии и Акарнании.
Одновременно в период 1977—1980 Темелис был директором Археологического музея Дельф.
С 1980 по 1984 он возглавлял эфорию палеоантропологии и спелеологии.

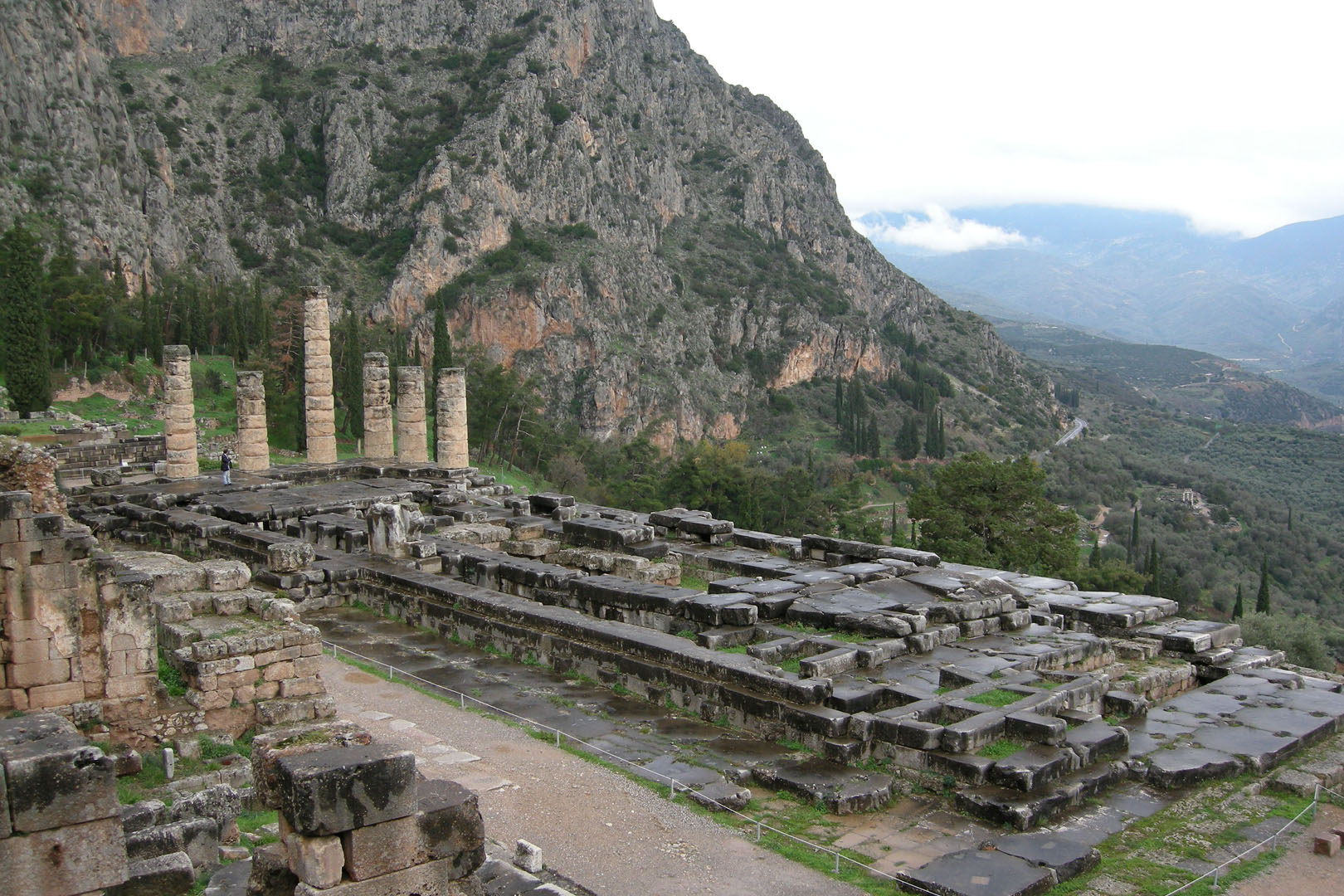
Храм Аполлона в Дельфах

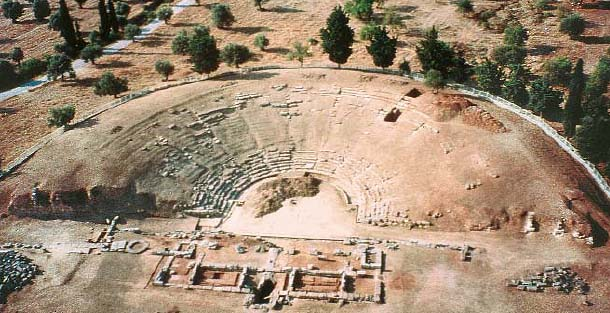
Древний театр в Эретрии

Темелис руководил раскопками в Олимпии и в Дельфах, в Эретрии и в Каллио Фокиды.

## Раскопки на Крите
С 1984 года по 2004 год Темелис в качестве профессора классической археологии преподавал на факультете истории и археологии университета Крита в городе Ретимнон.

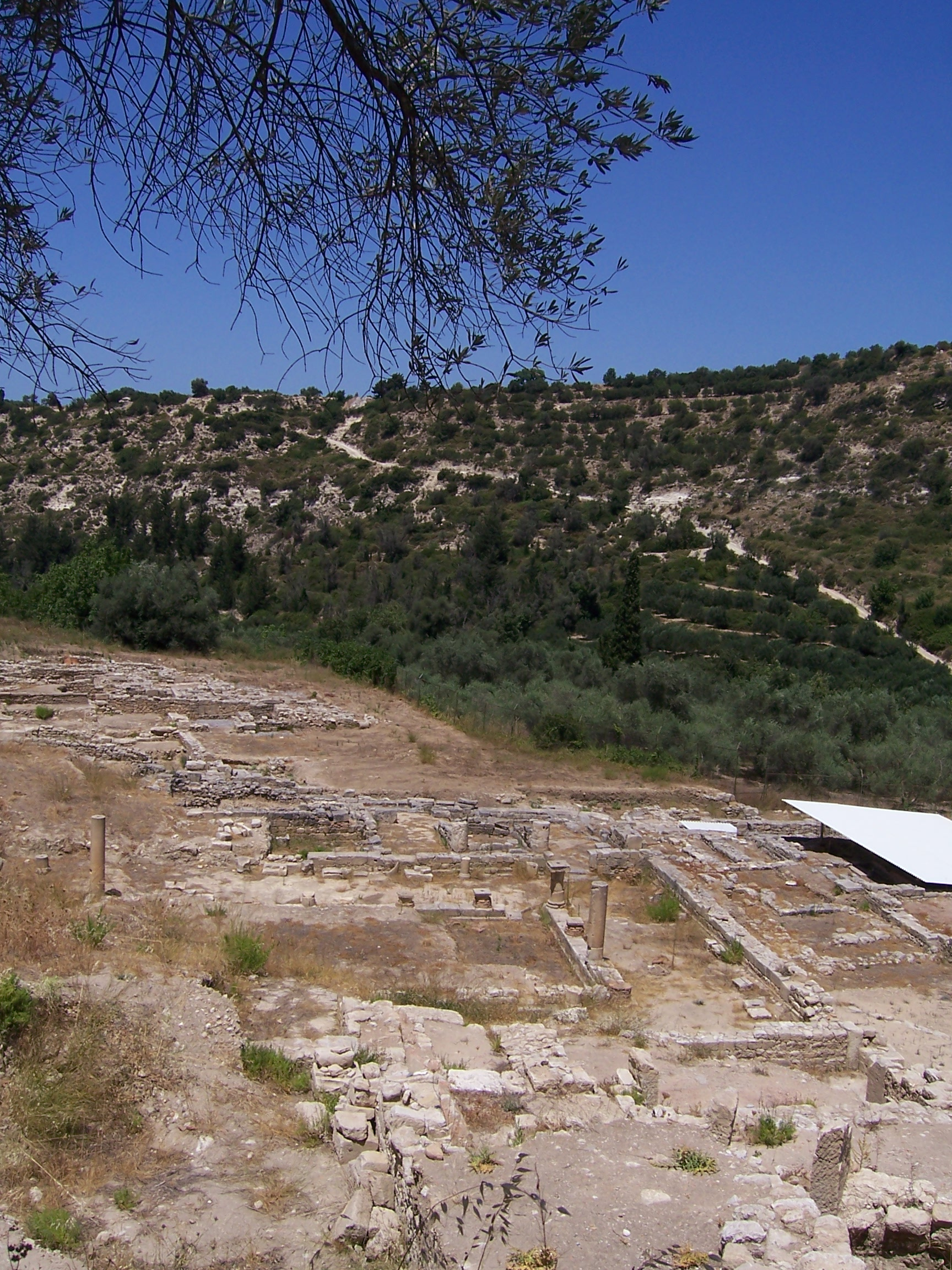
Археологическая площадка в Элефтерне

Будучи профессором университета руководил раскопками университета в секторе Ι древнего города Элефтерна у села Милопотамос в регионе Ретимнона. Написал и издал об этих раскопках ряд научных работ.

## Мессина

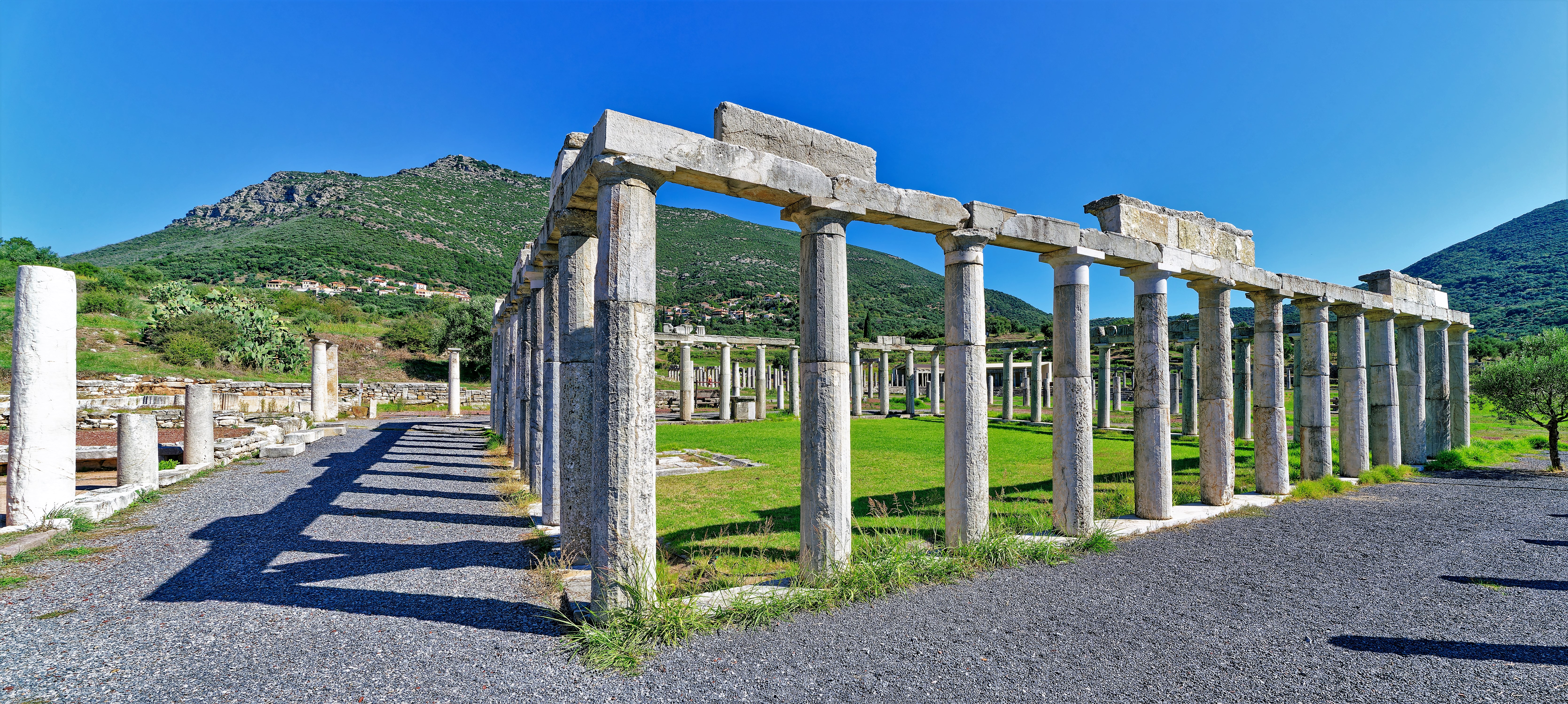
Древняя Мессина

Делом своей жизни Темелис считал раскопки и реставрационные работы в Мессини, за которые получил всегреческое и международное признание.
С 1987 года он был руководителем программы раскопок и реставрации древней Мессины. Об этих работах написал монографии и большое число научных статей. Раскопки в древней Мессине выявили и вернули на свет многие памятники описанные Павсанием во II веке н. э.

## Признание

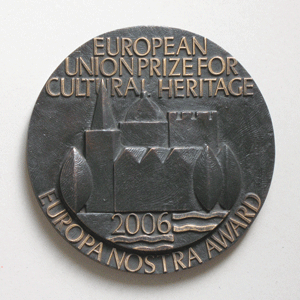
Награда Europa Nostra, выпущенная в 2007 году

Его многолетняя работа в Мессине с 1986 гда и до самой его смерти в 2023 году получила всеобщее признание и сделала эту археологическую площадку, по выражению П. Павлопулоса своего рода эталоном археологических работ и реставрации.
За его археологические и реставрационные работы в Мессине он был награждён премией общеевропейских федераций Europa Nostra в 2006 году в Мадриде и в 2011 году в Амстердаме.
В январе 2005 года он был награждён орденом Орденом Феникса (степени Командор), который был вручён ему Πрезидентом Греции Константином Стефанопулосом.
В 2016 году он был награждён Орденом Феникса степени Великий Командор. Орден был вручён ему президентом Прокопием Павлопулосом.
В том же 2016 году он был провозглашён почётным профессором Университета Пелопоннеса.
Петрос Темелис был почётным гражданином Мессины и Каламаты, пожизненным членом (гетером — εταίρος) Афинского археологического общества, членом — корреспондентом Американского археологического общества (в Афинах), Германского археологического общества, Австрийского археологического общества, членом комитета по охране памятников Афинского Акрополя, президентом Гетерии Мессинских археологических исследований.

## Кончина

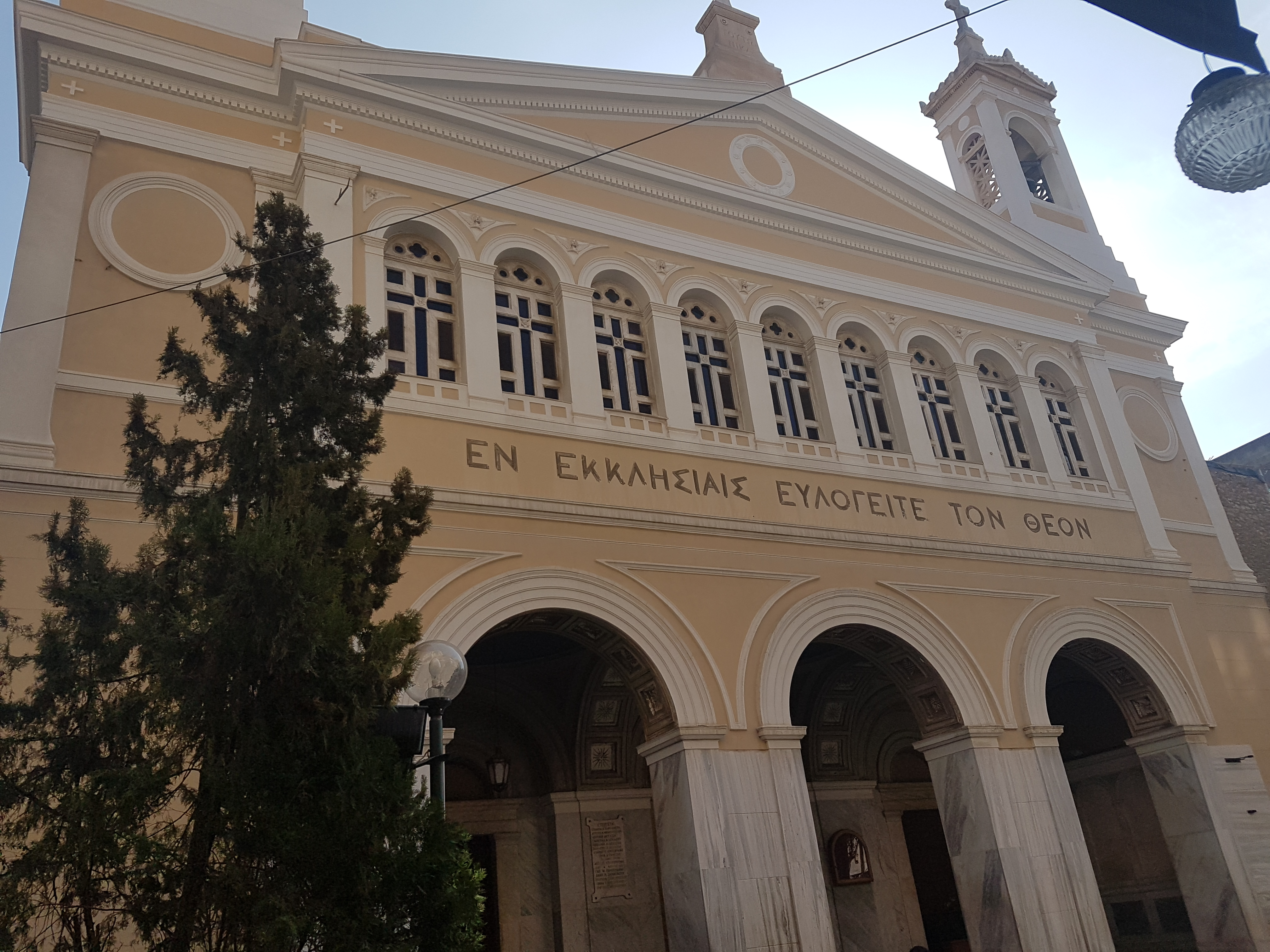
Церковь Св. Ирины в Афинах

Петрос Темелис у мер в больнице в городе Каламата, недалеко от археологической площадки Мессины, 27 октября 2023 года, в возрасте 87 лет
Прощание с покойным состоялось 1 ноября в церкви Св. Ирины в Афинах. Согласно предсмерного пожелания археолога и согласия властей он был похоронен на следующий день непосредственно на археологической площадке Мессины.
Катерина Сакелларопулу, сегодняшняя президент Греции, в своём заявлении, подчеркнув вклад Темелиса в греческую археологию отмечает что он был выдащимся археологом и учёным и одновременно харизматическим университетским преподавателем.
Она также именует Темелиса страсным копателем, который сделал древнюю Мессину одной из самых больших и значительных археологических и реставрационных площадок в стране.
Она отметила также в деле защиты древних театров Греции, в качестве учредителя общества «Диазома» («Διάζωμα»).
Она добавила что Темелис был человеком с редким новаторским духом, многогранным человеком, посвятившим себя «копанию» (как он сам говорил), тайный собеседник камня и земли, он слушал голос прошлого и воссоздал в мессинском спокойном пейзаже, между оливковыми деревьями, открытый музей.
В древней Мессине он вернул к жизни целый город и передал его в современный мир как образец археологической площадки, которая встречает современного человека не только как посетителя но и как жителя.

## Публикации
- Petros Themelis: Frühgriechische Grabbauten. Zabern, Mainz 1976 (Dissertation München 1972)
- Petros Themelis: Η αρχαία Μεσσήνη (He archaia Messene). Athen 1999
- Petros Themelis: Ήρωες και ηρώα στη Μεσσήνη (Heroes kai heroa ste Messene). Athen 2000
- Почти все его раучные работы представлены на его личной странице σελίδα на сайте academia.com